# 유니슨 (기업)
유니슨(Unison)은 대한민국의 풍력발전 기업으로, 본사 및 공장은 경상남도 사천시 사남면 해안산업로 513에 서울사무소는 경기도 과천시 과천대로 7길 33, 디 테크 타워 A동 6층에 있다. 봉화 오미산 풍력(60MW)과 삼척 육백산 풍력(32MW) 등 풍력단지 개발사업에 참여하였다

## 역사
1993년 11월 한국거래소 코스닥 시장에 상장되었으며 2005년 한국 최초의 산업용 풍력단지인 ‘경북영덕풍력발전단지’ 설계와 시공을 하였다.
2024년 한빛해상풍력에 10MW 국산풍력발전기 터빈 공급하는 계약을 체결하였다

## 주주
삼천리자산운용의 업무집행사원인 '비티에스제1호사모투자합자회사'가 100% 출자한 아네모이는 도시바(13.9%)가 보유하고 있던 유니슨 지분 전량을 198억원에 매수했다. 더불어 유니슨에 발행한 전환사채 300억원도 인수했다.2024년 유상증자에서 아네모이가 배정 물량을 전량을 소화하지 않아 대주주 지분율은 12.28%에서 9.21%로 감소할 예정이다.

## 자회사
- 윈앤피주식회사 (100%)
- 의령풍력발전주식회사 (71%)
- ㈜아이오 (80%)
- 정암풍력발전주식회사 (50%)
- 육백산픙력발전주식회사 (100%)
- 영광백수풍력발전주식회사 (32%)
- 강릉풍력발전주식회사 (50%)
- 오미산풍력발전주식회사 (100%)
- 동강풍력발전주식회사 (100%)

## 독극물 사건
사천 본사에서 근무하다가 서울사무소로 발령받은 직원 강씨가  “사천으로 복귀하는 것이 어떻겠느냐”는 제안을 팀장급 직원 A씨로 부터 듣고 불만이 생겼고 또 업무 역량 평가에서 미흡하다는 지적과 말다툼을 한 후, 독성 물질인 아지드화나트륨 등을 회사 사무실의 생수와 탄산음료에 넣어 직원 A씨가 이를 마시고 사망하였다. 사건 발생일 다음날 강씨는 무단결근을 하였고 자택에서 숨진 채로 발견되었으며 강씨의 집에서 수산화나트륨·메탄올·아지드화나트륨 등 유독성 화학물질이 든 용기가 발견되었다. 강 씨는 9월말쯤 연구용 시약 전문 온라인 쇼핑몰에서 자신의 회사와 계약관계에 있는 회사의 사업자등록증을 활용해 독성물질을 구입하였다.

## 같이 보기
- 도시바
- 삼천리
- 두산에너빌리티
- 현대일렉트릭
- 동국S&C
- 씨에스윈드
- 씨에스베어링
- 베스타스
- 지멘스 (기업)
- 에네르콘
- SK오션플랜트
- 우림피티에스